# محمد كنلزاده فهمي جلبي
الملا محمد كنلزاده فهمي جلبي (1564 – 1596) كان شاعرًا في الديوان العثماني.
كان فهمي سليل عائلة كنلزاده البارزة من إسبرطة في الأناضول، وُلِد في دمشق، (سوريا اليوم)، والتي كانت آنذاك جزءًا من إيالة دمشق في الإمبراطورية العثمانية، حيث كان والده يعمل قاضيًا. كان ابنًا للعالم المعروف علي جلبي، وشقيق الشاعر الآخر كينالي زاده حسن جلبي.